# Novell Storage Services
Novell Storage Services (NSS) je souborový systém používaný síťovým operačním systémem Novell NetWare. Podpora NSS byla v roce 2004 přidána do SUSE Linuxu pomocí nízkoúrovňového síťového protokolu NCPFS. Má některé jedinečné vlastnosti, které jej činí zvláště užitečným pro vytváření sdílených svazků na souborovém serveru v lokální síti.
NSS je 64bitový žurnálovací systém souborů používající vyvážené B-stromy pro adresářové struktury. Jeho publikované specifikace (od NetWare 6.5) jsou:
- Maximální velikost souboru: 8 EB
- Maximální velikost oddílu: 8 EB
- Maximální velikost zařízení (fyzická nebo logická): 8 EB
- Maximální velikost poolu: 8 EB
- Maximální velikost svazku: 8 EB
- Maximální počet souborů na svazek: 8 bilionů
- Maximální připojených svazků na server: neomezený, pokud všechno jsou NSS
- Maximální počet otevřených souborů na server: prakticky bez omezení
- Maximální hloubka adresářů: omezeno pouze klientem
- Maximální počet svazků na oddíl: neomezený
- Maximální rozšířena atributy: žádné omezení na počet atributů
- Maximální počet datových proudů: žádné omezení na počet datových proudů
- Implicitní podpora Unicode znaků
- Podpora různých jmenných prostorů: DOS, Microsoft Windows s dlouhými jmény (zavedeno implicitně), Unix, Apple Macintosh
- Podpora obnovování smazaných souborů (salvage)
- Podpora transparentní kompresi dat
- Podpora šifrování svazků
- Podpora datové remanence